# Szanowny panie Gacy
Szanowny panie Gacy (ang. Dear Mr.Gacy) – kanadyjski film z 2010 roku w reżyserii Svetozara Ristovskiego. W rolach głównych William Forsythe i Jesse Moss.

## Fabuła
Młody student Jason Moss, zafascynowany seryjnym mordercą, Johnem Wayne'em Gacym, prowadzi z nim korespondencję, by dowiedzieć się dlaczego zabijał.
John Wayne Gacy, w przeszłości aktywista polityczny szanowany przez społeczeństwo, wrażliwy na ludzką biedę. Często pomaga niezamożnym. Prywatnie właściciel posesji, na której ukrył 28 z 33 ciał zamordowanych przez siebie młodych chłopców w wieku od 14 do 21 lat. Po schwytaniu przez policję najbardziej obawiał się tego, że opinia publiczna dowie się o jego homoseksualizmie. Bycie mordercą było na dalszym miejscu listy jego zmartwień.

## Obsada
- William Forsythe jako John Wayne Gacy
- Jesse Moss jako Jason Moss
- Cole Heppell jako Alex Moss
- Andrew Airlie jako profesor Harris
- Emma Lahana jako Alyssa
- Ptrick Gilmore jako Glen Phillips
- Jeffrey Bowyer-Chapman jako Diego
- Eric Keenleyside jako Stan
- Michael Kopsa jako Agent FBI